# اردوکشی مصطفی‌پاشا به قفقاز (۱۵۷۸)

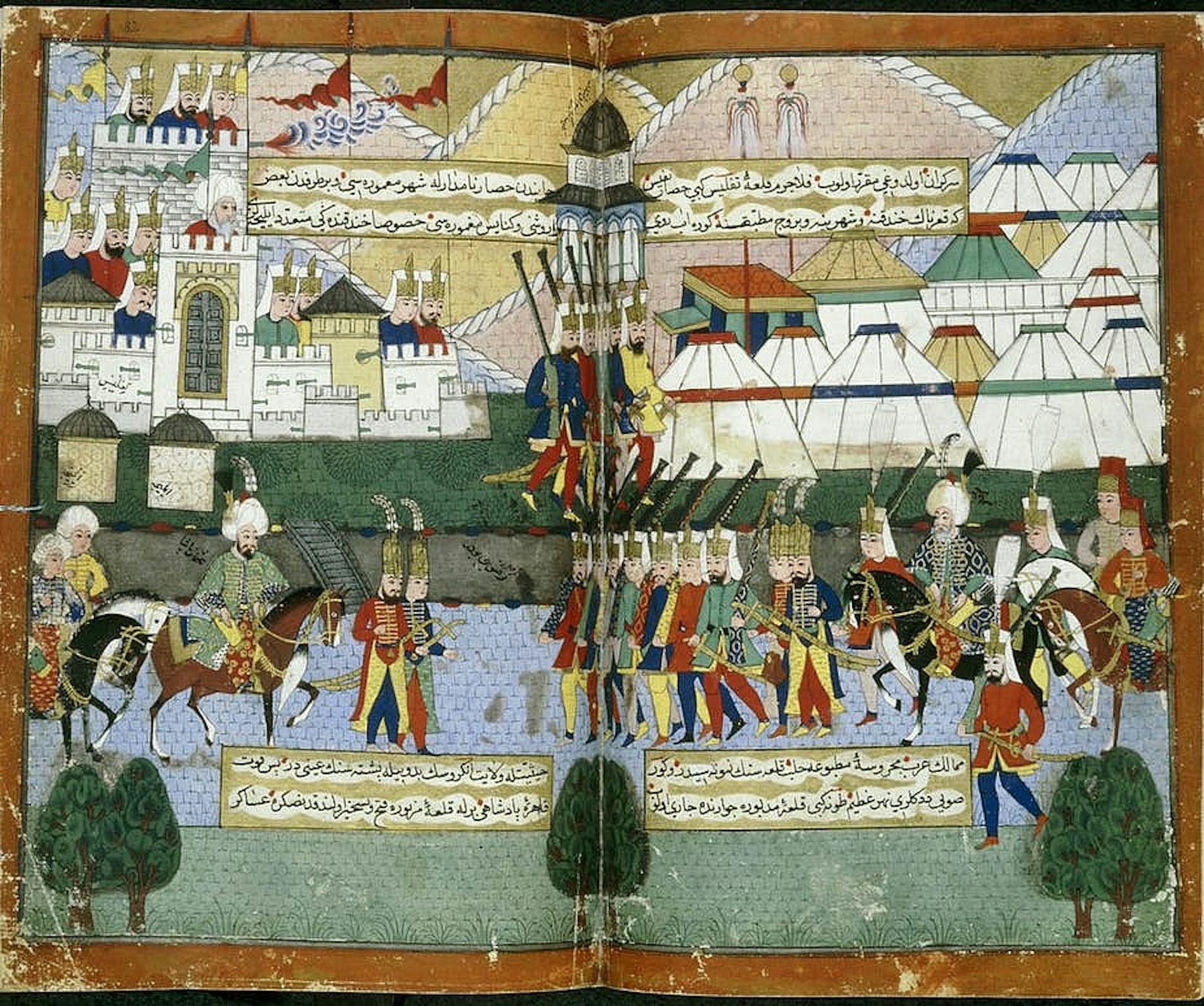
قشون عثمانی به سرداریِ مصطفی‌پاشا در اوت ۱۵۷۸ در مقابل دیوار شهر تفلیس رژه می‌روند

اردوکشی مصطفی‌پاشا به قفقاز (۱۵۷۸) گسیل نیروهای نظامی به فرماندهیِ لَـله مصطفی‌پاشا، سردار امپراتوری عثمانی، به منطقهٔ قفقاز در سال ۱۵۷۸ میلادی بود. این جنگ، که بعداً منجر به نبرد چلدر شد، بخشی از جنگ‌های صفویان و عثمانی در سال‌های بین ۱۵۷۸ تا ۱۵۹۰ است. مراد سوم، اوضاع ایران را ضعیف ارزیابی کرد و پیمان آماسیه را که در زمان جدش، سلیمان قانونی (سلیمان یکم)، میان ایران و عثمانی منعقد شده بود و چندین سال معتبر بود زیر پا گذاشت. او به پاشایانی که در ولایات شرقیِ عثمانی و در جوار سرحدات ایران حکومت داشتند دستور اعزام نیرو به قفقاز (گرجستان و آذربایجان) را داد. در نهایت او به تحریک طویل محمد پاشا صوقلی (وزیر اعظم عثمانی)، مصطفی لله پاشا (وزیر ثانی) را برای فرماندهی جنگ روانهٔ ایران کرد.
در منابع تاریخی نیروهای عثمانی ۲۰۰ تا ۳۰۰ هزار نفر به همراه ۶۰۰ توپ و ۶۰۰۰ تفنگچی گزارش شده‌اند. شاه محمد خدابنده برای مقابله با قشون عثمانی، حمزه میرزا فرزند خود را روانه قفقاز کرد. حمزه میرزا با تاکتیک مقابله غیرمستقیم و جنگ‌های ایذایی در سرتاسر آذربایجان و قفقاز ارتش عثمانی را خسته کرد و علیرغم تلفات زیاد ایران؛ ارتش عثمانی را وادار به عقب‌نشینی کرد.